# حزب کمونیست نپال (مارکسیست–لنینیست متحد)

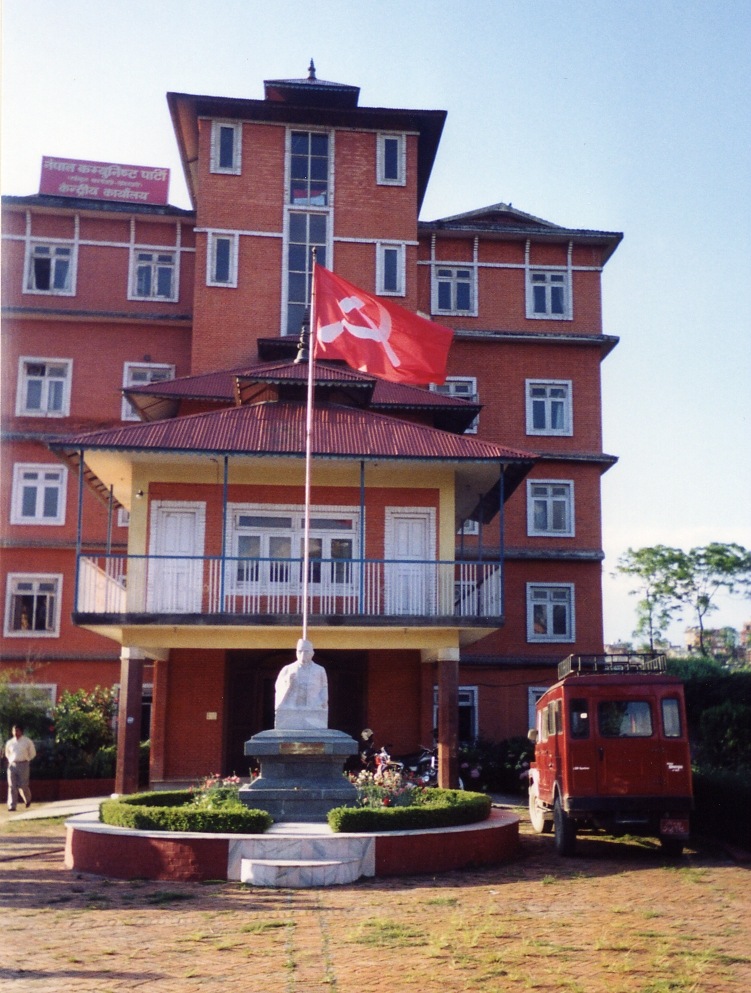
دفتر مرکزی حزب

حزب کمونیست نپال (مارکسیست-لنینیست متحد) (Communist Party of Nepal (Unified Marxist-Leninist) حزبی سیاسی کمونیست در نپال است.
حزب در سال ۱۹۹۰ در پی ادغام حزب کمونیست نپال (مارکسیست-لنینیست) و حزب کمونیست نپال (مارکسیست) ایجاد شد.
دبیرکل حزب مادهو کومار نپال (Madhav Kumar Nepal) است.
این حزب نشریه بودابار (Buddhabar) را منتشر می‌کند.
سازمان جوانان این حزب «فدراسیون دموکراتیک ملی جوانان نپال» نام دارد.
در انتخابات مجلس ۱۹۹۹ حزب ۲۷۳۴۵۶۸ رای (۳۱٫۶۱٪، ۷۱ کرسی) دریافت کرد.